# Francesco Mezzadri
Francesco Mezzadri ist ein italienischer mathematischer Physiker.
Mezzadri erwarb seinen Laurea-Abschluss an der Universität Parma und wurde 1999 bei Jonathan Keating an der University of Bristol promoviert (Boundary Conditions for Torus Maps and Spectral Statistics).  Er ist Professor in Bristol. 
Er befasst sich mit Theorie der Zufallsmatrizen (unter anderem Zusammenhang mit Quanten-Entropie von Spin-Ketten), Quantenchaos und statistischer Mechanik.
2018 erhielt er den Fröhlich-Preis.

## Schriften (Auswahl)
- mit J. P. Keating, J. M. Robbins: Quantum boundary conditions for torus maps, Nonlinearity, Band 12, 1999, S. 579
- mit J. P. Keating: Pseudo-symmetries of Anosov maps and spectral statistics, Nonlinearity, Band 13, 2000, S. 747
- mit J. P. Keating: Random matrix theory and entanglement in quantum spin chains, Communications in Mathematical Physics, Band 252, 2004, S. 543–579
- mit Nina Snaith (Hrsg.): Recent perspectives in random matrix theory and number theory, Cambridge UP 2005
- mit J. P. Keating: Entanglement in quantum spin chains, symmetry classes of random matrices, and conformal field theory, Phys. Rev. Letters, Band 94, 2005, S. 050501
- Herausgeber mit J. Brian Conrey, D. W. Farmer, Nina Snaith: Ranks of elliptic curves and random matrix theory, London Mathematical Society Lecture Note Series 341, Cambridge UP 2007
- How to generate random matrices from the classical compact groups, Notices of the American Mathematical Society, Band 54, 2007, S. 592–604
- mit A. R. Its, M. Y. Mo: Entanglement entropy in quantum spin chains with finite range interaction, Communications in Math. Phys., Band 284, 2008, S. 117–185
- mit L. J.  Brightmore, M. Y. Mo: A matrix model with a singular weight and Painlevé III, Communications in Mathematical Physics, Band 333., 2015, S. 1317–1364
- mit N. J. Simm: Tau-function theory of chaotic quantum transport with beta =1,2,4,  Communications in Mathematical Physics, Band 324, 2013, S. 465–513